# رانار مالم
رانار مالم (انگلیسی: Ragnar Malm؛ ۱۴ مه ۱۸۹۳ – ۱ مارس ۱۹۵۹) دوچرخه‌سوار اهل سوئد بود.
وی در مسابقات کشوری و بین‌المللی در مجموع برندهٔ ۱ مدال طلا، ۱ مدال نقره، ۱ مدال برنز شده‌است.